# Caicedo-Sopeña
Caicedo-Sopeña es un concejo del municipio de Ribera Alta, en la provincia de Álava, País Vasco (España).

## Despoblados
Forman parte del concejo los despoblados de:
- Carasta.[1]
- Riba.[2]
- Roenes.[3]

Forma parte del concejo una fracción del despoblado de:
- Hereñuela.[4]

## Demografía
| Gráfica de evolución demográfica de Caicedo-Sopeña entre 2000 y 2017 |
|                                                                      |
| Población de derecho según los censos de población del INE.          |